# Veliko Očijevo
Veliko Očijevo (szerbül: Велико Очијево) szerb falu Bosznia-Hercegovinában, Bihács községben, a Bosznia-hercegovinai Föderáció Una-Szanai kantonjában. 

## Fekvése
Bihács központjától légvonalban 44, közúton 60 km-re délkeletre, Drvartól légvonalban 20, közúton 23 km-re északnyugatra fekszik. Veliko Ojijevo Unac jobb partján található, amely egyúttal a déli határát képezi. Egy helyen Unac medre egy kissé kiszélésedik, mely ennek a résznek mező jelleget ad. A falu összes többi része magas tengerszint feletti magasságban van, némelyik még hegyvidéki jelleget is ölt. Nyugaton a Malo Ojijevo, északon és keleten az Osjenica lejtői találhatók. A falu határa nagyon sziklás, nagyon sekély termőtalajréteggel. A terület egyes részei az Unac folyó mentén az Una Nemzeti Parkhoz tartoznak.

## Népessége
Lakossága 2013-ban 19 fő volt, teljes egészében szerb etnikumú.
| Nemzetiségi csoport | Népesség 1991 | Népesség 2013 |
| ------------------- | ------------- | ------------- |
| Szerb               | 70            | 19            |
| Bosnyák             | 0             | 0             |
| Horvát              | 0             | 0             |
| Jugoszláv           | 1             | 0             |
| Egyéb               | 1             | 0             |
| Összesen            | 72            | 19            |

## Története
Története nem különbözik a szomszédos Malo Očijevo történetétől. A knini káptalan 14. és 15. századi dokumentumai mindkét Očijevót egy területként említik, a káptalannak ugyanis többször is be kellett avatkoznia a Mišljenović család és a Kolunić nemzetség családjai közötti, očijevói tulajdonjoga körüli konfliktusokba.
Lakossága mindig a fakitermelésből, mezőgazdaságból és az állattenyésztésből élt. Az itteni szerbek még 28 évvel a háború befejezése után sem rendelkeztek víz- és villanyszolgáltatással, a szegénység határán élnek, A falu lakóinak csak hosszú várakozás után oldották meg az áram- és ivóvízellátását. A Veliko Očijevo volt az első olyan település Bosznia-Hercegovinában, amelynek minden villamosenergia- és melegvíz-szükségletét a napenergia hasznosításával oldották meg.

## Híres emberek
- 1917-ben Veliko Očijevo községben született Ranko Šipka partizánharcos, a Nemzeti Felszabadító Hadsereg alezredese, aki a második világháború alatt az 5. Krajina Kozar rohamdandár és a 4. Krajina hadosztály parancsnoka volt. 1944-ben halt meg, a háború után Jugoszlávia nemzeti hősévé nyilvánították.

- A második világháború idején, 1941 októberében Veliki Očijevo közelében halt meg Marko Orešković, a likai felkelés egyik szervezője. Oreškovićot egy csoport szerb bandita ölte meg lesből, nyereségvágyból, amikor visszatért Drvarból. 1945. július 26-án nemzeti hőssé nyilvánították. 1955-től 2003-ig a Topolya melletti Tomislavci (magyarul: Andrásmező) falu az ő tiszteletére viselte az Orešković nevet.

## Fordítás
- Ez a szócikk részben vagy egészben  a(z)   Велико Очијево című szerb Wikipédia-szócikk ezen változatának fordításán alapul.  Az eredeti cikk szerkesztőit annak laptörténete sorolja fel. Ez a jelzés csupán a megfogalmazás eredetét és a szerzői jogokat jelzi, nem szolgál a cikkben szereplő információk forrásmegjelöléseként.